# موليا
موليا هي بلدية في مقاطعة فرشيلي التابعة لإقليم بييمونتي الإيطالي، تقع على بعد حوالي 90 كيلومتر (56 ميل) إلى الشمال الشرقي من مدينة تورينو وحوالي 60 كيلومتر (37 ميل) إلى الشمال الغربي من فيرتشيلي. في 31 كانون الأول / ديسمبر 2004 كان عدد سكانها 98 نسمة، وتبلغ مساحتها 14.1 كيلومتر مربع (5.4 ميل2).
تقع موليا على حدود البلديات التالية: بوتشيليتو، كامبرتونو، ريما سان جيوسيبي، ريفا فالدوبيا.